# Ель-Астільєро
Ель-Астільєро (ісп. El Astillero, вимов. [ель-астієро]) — муніципалітет в Іспанії, у складі автономної спільноти Кантабрія. Населення — 17 360 осіб (2009).
Муніципалітет розташований на відстані близько 330 км на північ від Мадрида, 6 км на південь від Сантандера.
На території муніципалітету розташовані такі населені пункти: Ель-Астільєро (адміністративний центр), Гуарнісо, Боо-де-Гуарнісо.

## Демографія
Динаміка населення (INE ):

## Уродженці
- Мануель Пресіадо Ребольєдо (*1957 — †2012) — іспанський футболіст, захисник, згодом — футбольний тренер.

## Галерея зображень

Розташування муніципалітету